# Transamerica Pyramid
O Transamerica Pyramid é um arranha-céu de 48 andares de 260 m (850 ft) de altura, localizado em São Francisco, Califórnia. Atualmente, é o segundo maior edifício de São Francisco. Sendo ultrapassado pelo Salesforce Tower, concluído em 2018. O prédio já não abriga a sede da Transamerica Corporation, que mudou sua sede americana para Baltimore, Maryland, mas ainda está associada à empresa e está retratado no logotipo do prédio. Projetado pelo arquiteto William Pereira e construído pela empresa de construção Hathaway Dinwiddie, concluída em 1972, e na época foi o oitavo maior arranha-céu do mundo.

## História
O prédio da Transamerica foi encomendado pelo CEO da Transamerica, John (Jack), R. Beckett, com a alegação de que ele desejava permitir a luz na rua abaixo. O edifício foi construído no local do histórico Montgomery Block.
A construção começou em 1969 e terminou em 1972, e foi supervisionada pelo empreiteiro da base de São Francisco, a Dinwiddie Construction, agora Hathaway Dinwiddie Construction Company. A Transamerica mudou sua sede para o novo prédio do outro lado da rua, onde se baseou em um edifício em forma de flatiron agora ocupado pela Igreja de Cientologia de São Francisco.
O edifício é evocativo de São Francisco e se tornou um dos muitos símbolos da cidade. Projetado pelo arquiteto William Pereira, enfrentou oposição durante o planejamento e a construção e às vezes foi referido por detratores como "Prick Pereira". John King of the San Francisco Chronicle resumiu a opinião melhorada do edifício em 2009 como "um ícone arquitetônico do melhor tipo - um que se encaixa na sua localização e melhora com a idade". King também escreveu em 2011 que é "Um edifício excepcionalmente memorável, um triunfo do inesperado, irreal e envolvente de uma só vez ... É uma presença e uma personalidade, que se encaixam em foco diferente com cada novo ângulo, toda mudança de luz". A Transamerica Pyramid foi o mais alto dos arranha-céus a oeste de Chicago, de 1972 a 1974, superando o então Bank of America Center. Foi superado pelo Aon Center em Los Angeles.
Acredita-se que o prédio tenha sido o alvo pretendido de um ataque terrorista, envolvendo o sequestro de aviões como parte da trama de Bojinka, frustrada em 1995.
Em 1999, a Transamerica foi adquirida pela companhia de seguros holandesa Aegon. Quando as operações de não-seguro da Transamerica foram posteriormente vendidas à GE Capital, a Aegon manteve a propriedade do edifício como um investimento.
A Transamerica foi o mais alto dos arranha-céus em San Francisco de 1972 a 2016, quando foi superado pelo Salesforce Tower.

## Design
O uso da terra e as restrições de zoneamento para a parcela limitaram o número de quilômetros quadrados de escritório que poderiam ser construídos sobre o lote, que fica no limite norte do distrito financeiro.
O prédio é uma pirâmide alta e de quatro lados com duas "asas" para acomodar um elevador no leste e uma escada e uma torre de fumaça no oeste. O topo 65 m (212 ft) do edifício é o pináculo. Existem quatro câmeras apontadas nas quatro direções cardinais no topo desta pináculo formando um deck de observação virtual. Quatro monitores no lobby, cuja direção e zoom podem ser controlados pelos visitantes, exibem as visualizações das câmeras 24 horas por dia. Um deck de observação no 27º andar foi fechado após os ataques de 11 de setembro de 2001 e substituído pelo deck de observação virtual.
O topo da Transamerica Pyramid é coberto com painéis de alumínio. Durante a temporada de férias de Natal e no Dia da Independência e no aniversário dos ataques de 11 de setembro de 2001, um farol brilhantemente cativante chamado "Crown Jewel" fica aceso no topo da pirâmide.

## Inquilinos
- ATEL Capital Group
- Bank of America Merrill Lynch
- Incapture Group
- TSG Consumer Partners
- Rembrandt Venture Partners
- URS Corporation
- Maynard, Cooper & Gale
- Pantheon Ventures